# Aistleitner József
Aistleitner József (Sopron, 1883. május 2. – Budapest, 1960. szeptember 9.) római katolikus pap, teológus, filológus, orientalista, pápai prelátus, egyetemi tanár.

## Élete
Győri egyházmegyei papnövendék volt 1900-tól, és 1905-ben szentelték pappá.
Teológiai tanulmányait Bécsben folytatta, ahol hittudományi doktorrá avatták 1907-ben. 1908-ban lett a győri nagyszeminárium prefektusa, majd 1909-től a Győri Királyi Katolikus Tanítóképző Intézetben tanított (ma Apáczai Csere János Tanítóképző Főiskola). 1913-ban szerzett a budapesti egyetemen történelem–földrajz szakos középiskolai tanári oklevelet. 1924-ben a Kisfaludy Irodalmi Kör tagja lett. 1925 és 1950 között a budapesti egyetem hittudományi karán a keleti nyelvek professzora volt.

## Munkássága
Sémi filológiával, az ugariti sémi szövegek nyelvi és kultúrtörténeti kérdéseivel foglalkozott. Ugariti szótárt és nyelvtant készített; s ő fordította le németre az Ugaritban talált szövegeket. 1950-ben nyugdíjazták. Rendes tagja volt a Szent István Akadémiának.

## Főbb művei
- VII. Gergely élete (Győr, 1924)
- A győri püspöki nagyobb papnevelő intézet könyvtárának 1500-ig terjedő ősnyomtatványai (Győri Szemle, 1931)
- Héber nyelvtan (Budapest, 1932)
- Loyolai Szent Ignácz (Győr, 1924)
- Vázlatos szír nyelvtan (Budapest, 1937)
- Az istenfogalom egy elfelejtett nép hitregéiben (1940)
- Die mythologischen und kultischen Texte aus Ras Schamra (Budapest, 1959)
- Ein Opfertext aus Ugarit mit Exkurs über kosmologische Beziehungen d. ugaritischen Mythologie. 1-2. köt. (1954-55)
- Studien zur Sprachverwandtschaft d. Ugaritischen. 1-2. köt. (1958)
- Wörterbuch d. ugaritischen Sprache (Berlin, 1963)
- Die mythologischen und kultischen Texte aus Ras Schamra (Budapest, 1964)